# ルキウス・アウレリウス・コッタ (紀元前144年の執政官)
ルキウス・アウレリウス・コッタ（ラテン語: Lucius Aurelius Cotta、生没年不詳）は紀元前2世紀中頃の共和政ローマの政務官。紀元前144年にコンスル（執政官）を務めた。

## 出自
コッタはプレプス（平民）であるアウレリウス氏族である。氏族最初の執政官はガイウス・アウレリウス・コッタで、紀元前252年のことであった。いわゆるノビレス（新貴族）の氏族であるが、この頃にはセルウィルス氏族やカエキリウス氏族と並ぶ有力プレプス氏族となっていた。
カピトリヌスのファスティによると、コッタの父のプラエノーメン（第一名、個人名）はルキウス。祖父はガイウスである。E. Badianは、父ルキウスを紀元前196年にクァエストル（財務官）、祖父ガイウスを紀元前216年のレガトゥス、紀元前200年の執政官ガイウス・アウレリウス・コッタを叔父としているが、紀元前200年の執政官を祖父とする説もある。コッタ家のプラエノーメンは、ガイウス、ルキウス、マルクスに限られているため、正確な関係は不明である。

## 経歴

### 早期の経歴
コッタの初期の経歴に関しては議論があるが、紀元前154年の護民官と紀元前144年の執政官を同一人物と考えられている。護民官の同僚の一人にクィントゥス・カエキリウス・メテッルス（後のマケドニクス）がいたと思われる。コッタは債権者に金を払わないために自分の立場を利用しようとしたが、彼の同僚達は、もし借金が支払われなければ貸し手を支持するとした。
別の説では、コッタは紀元前181年の出来事に関してティトゥス・リウィウスが言及している人物とされる。ここではプロコンスル（前執政官）ルキウス・アエミリウス・パウッルス（後のマケドニクス）が率いる軍のトリブヌス・ミリトゥム（高級士官）として、ルキウス・アウレリウス・コッタの名前がある。このコッタはセクストゥス・ユリウス・カエサルと共に第3軍団を指揮し、リグリア人との戦いで成功を収め、勝利の知らせを報告すると共に、パウッルスが軍を解散してリグリアを離れる許可を元老院に求めている。E. ベディアンは、その後のコッタの出世が遅かったのは、彼の評判が悪かったためと考えており、その根拠を、コッタと息子の執政官就任にわずか25年の間隔しかないことに求めている。
何れにせよ、ウィッリウス法の規定により、コッタは遅くとも紀元前147年にはプラエトル（法務官）に就任したはずである。

### 執政官就任およびその後
紀元前144年、コッタは執政官に就任した。同僚のパトリキ（貴族）執政官はセルウィウス・スルピキウス・ガルバであった。第三次ポエニ戦争が終了して2年目であり、カルタゴに勝利したプブリウス･コルネリウス・スキピオ・アエミリアヌスは、ローマで最も影響力のある政治家となっていた。それに伴い、穏健な改革派である「スキピオ・サークル」が権力を握るようになった。対するコッタを始めとするアウレリウス氏族はセルウィルス氏族やカエキリウス氏族と共に、より保守的な政策を提唱する「反スキピオ派」の中核となった。
元老院における二つの派閥の対立は、コッタの執政官任期中にはすでに明白になっていた。コッタもガルバも、ヒスパニア・ウルテリオルでのヴィリアトゥスが率いるルシタニア人の反乱が深刻化していたため、そこに派遣されることを望んだ。元老院の意見は割れたが、スキピオ・アエミリアヌスは、これに反対した。彼は「一方は何も持たず、もう一方は何にも満足しない。どちらもヒスパニアに派遣すべきではないと思う」と述べたという。結果、スキピオ・アエミリアヌスの実の兄弟で前年の執政官クィントゥス・ファビウス・マクシムス・アエミリアヌスが、プロコンスル（前執政官）として引き続き戦争を指揮することとなった。
おそらくコッタは翌年の執政官選挙に立候補したクィントゥス・カエキリウス・メテッルス・マケドニクスを支援したと思われる。コッタの支援もあってメテッルスは3度めの挑戦で執政官に当選した。
コッタはその後、スキピオ・アエミリアヌスによって恐喝の罪で告訴された。メッテルス・マケドニクスがコッタを弁護し、コッタは無罪となったが、告訴者の権威が判決に影響を与えることはないということを、裁判官が示したかったことが大きい。しかし、後にガイウス・センプロニウス・グラックス（グラックス兄）は、裁判官が賄賂を受けていたと述べており、これを彼の司法改革の理由の一つとしている。コッタのその後に関する資料はない

## 家族
コッタの同名の息子は紀元前119年の執政官である。また、別の息子マルクスは紀元前75年の執政官ガイウス・アウレリウス・コッタ、紀元前74年の執政官マルクス・アウレリウス・コッタ、紀元前65年の執政官ルキウス・アウレリウス・コッタの父である。

## 参考資料

### 古代の資料
- アッピアノス『ローマ史』
- ウァレリウス・マクシムス『有名言行録』
- カピトリヌスのファスティ
- ティトゥス・リウィウス『ローマ建国史』
- マルクス・トゥッリウス・キケロ『ブルトゥス』『ルキウス・リキニウス・ムレナ対する弁護』『マルクス・フォンテイウスに対する弁護』

### 研究書
- Broughton T. Magistrates of the Roman Republic. - N. Y. , 1951. - Vol. I. - P. 600.
- Badian E. Caepio and Norbanus (notes on the decade of 100-90 BC) // Studia Historica. - 2010. - number X . - S. 162-207 .
- Münzer F. Sulpicius 58 // Paulys Realencyclopädie der classischen Altertumswissenschaft . - 1931. - Bd. II, 7. - Kol. 759-767.
- Simon G. The Wars of Rome in Spain. - M .: Humanitarian Academy, 2008. - 288 p. - ISBN 978-5-93762-023-1 .
- Trukhina N. Politics and Politics of the Golden Age of the Roman Republic. - M .: Publishing House of Moscow State University, 1986. - 184 p.